# Nati nel 1303
| Questa pagina contiene informazioni ricavate automaticamente dalle voci biografiche con l'ausilio del template Bio e di un bot. L'aggiornamento è periodico e automatico e ricostruisce completamente la pagina. Se manca una persona in questa lista, sei pregato di non aggiungerla, ma accertati piuttosto che la sua voce biografica contenga il template Bio e che i dati anagrafici siano correttamente compilati. Se il template Bio manca, inseriscilo tu stesso o, in alternativa, metti l'avviso {{tmp\|Bio}} che ne segnala la mancanza. Se i dati riportati sono sbagliati, correggi direttamente la voce biografica; le modifiche saranno visibili in questa lista entro pochi giorni. Per chiarimenti vedi il progetto biografie. La lista contiene solo le 9 persone che sono citate nell'enciclopedia e per le quali è stato implementato correttamente il template Bio. Pagina aggiornata al 10 ott 2024. |

- 12 luglio - Hugh de Courtenay, II conte di Devon, nobile inglese († 1377)
- Azzo da Correggio, condottiero italiano
- Brigida di Svezia, religiosa e mistica svedese († 1373)
- Hōjō Takatoki, politico giapponese († 1333)
- Fra Moriale, condottiero francese († 1354)
- Agnese Pico, nobile italiana († 1340)
- Fantina Polo, nobildonna italiana
- Pietro de' Rossi, condottiero italiano († 1337)
- Cunegonda di Orlamünde, religiosa tedesca († 1382)